# Оупескваєк 21E
Оупескваєк 21E (англ. Opaskwayak Cree Nation 21E) — індіанська резервація в Канаді, у провінції Манітоба, у межах невключеної частини переписної області №21.

## Населення
За даними перепису 2016 року, індіанська резервація нараховувала 2473 особи, показавши зростання на 6,6%, порівняно з 2011-м роком. Середня густина населення становила 94,2 осіб/км².
З офіційних мов обидвома одночасно володіли 15 жителів, тільки англійською — 2 460. Усього 440 осіб вважали рідною мовою не одну з офіційних, з них усі — одну з корінних мов.
Працездатне населення становило 54,7% усього населення, рівень безробіття — 18,2%.
Середній дохід на особу становив $25 199 (медіана $18 288), при цьому для чоловіків — $22 730, а для жінок $27 436 (медіани — $16 288 та $21 184 відповідно).
20,2% мешканців мали закінчену шкільну освіту, не мали закінченої шкільної освіти — 51,2%, 28,3% мали післяшкільну освіту, з яких 19,8% мали диплом бакалавра, або вищий.
| Статево-вікова структура населення | Статево-вікова структура населення | Статево-вікова структура населення | Статево-вікова структура населення | Статево-вікова структура населення |
| ---------------------------------- | ---------------------------------- | ---------------------------------- | ---------------------------------- | ---------------------------------- |
|                                    |                                    |                                    |                                    |                                    |
| Всього                             | Всього                             | 49,5%50,5%                         |                                    |                                    |
| 0 — 14 років                       | 0 — 14 років                       |                                    | 33,9%                              | 33,9%                              |
| 15 — 64 років                      | 15 — 64 років                      |                                    | 60,3%                              | 60,3%                              |
| 65 і більше                        | 65 і більше                        |                                    | 5,8%                               | 5,8%                               |
| 85 і більше                        | 85 і більше                        |                                    | 0,2%                               | 0,2%                               |
| Середній вік (років)               | Середній вік (років)               | 28,129,0                           | 28,5                               | 28,5                               |
| Медіана (років)                    | Медіана (років)                    | 23,024,6                           | 23,7                               | 23,7                               |
| — чоловіки — жінки                 |                                    |                                    |                                    |                                    |

| Походження мешканців:     | Походження мешканців:     | Походження мешканців: | Походження мешканців: | Походження мешканців: |
| ------------------------- | ------------------------- | --------------------- | --------------------- | --------------------- |
| Походження                |                           |                       | осіб                  | %                     |
| Корінні американці        | Корінні американці        |                       | 2 415                 | 98.77%                |
| Інше північноамериканське | Інше північноамериканське |                       | 60                    | 2.45%                 |
| Європейське               | Європейське               |                       | 195                   | 7.98%                 |
| британське                | британське                |                       | 140                   | 5.73%                 |
| французьке                | французьке                |                       | 55                    | 2.25%                 |
| українське                | українське                |                       | 15                    | 0.61%                 |

## Клімат
Середня річна температура становить 0°C, середня максимальна – 21,1°C, а середня мінімальна – -27,1°C. Середня річна кількість опадів – 430 мм.
| Клімат поселення                              | Клімат поселення | Клімат поселення | Клімат поселення | Клімат поселення | Клімат поселення | Клімат поселення | Клімат поселення | Клімат поселення | Клімат поселення | Клімат поселення | Клімат поселення | Клімат поселення | Клімат поселення |
| Показник                                      | Січ.             | Лют.             | Бер.             | Квіт.            | Трав.            | Черв.            | Лип.             | Серп.            | Вер.             | Жовт.            | Лист.            | Груд.            |                  |
| Середній максимум, °C                         | −15,03           | −10,62           | −3,54            | 6,88             | 14,95            | 20,89            | 21,08            | 20,05            | 13,76            | 6,86             | −3,9             | −13,74           |                  |
| Середня температура, °C                       | −21,06           | −16,65           | −9,58            | 0,84             | 8,92             | 14,85            | 17,47            | 16,42            | 10,12            | 3,23             | −7,5             | −17,36           |                  |
| Середній мінімум, °C                          | −27,1            | −22,69           | −15,61           | −5,19            | 2,88             | 8,82             | 13,84            | 12,79            | 6,51             | −0,38            | −11,13           | −20,98           |                  |
| Норма опадів, мм                              | 15               | 12               | 16               | 26               | 38               | 71               | 67               | 60               | 52               | 36               | 19               | 18               |                  |
| Середньомісячна швидкість вітру, м/с          | 3.27             | 3.30             | 3.37             | 3.60             | 3.60             | 3.50             | 3.30             | 3.30             | 3.60             | 3.70             | 3.50             | 3.30             |                  |
| Середньомісячна сонячна радіація, кДж/м²·день | 3312             | 6759             | 12432            | 17500            | 20786            | 21657            | 21054            | 17413            | 11414            | 6498             | 3326             | 2409             |                  |
| --------------------------------------------- | ---------------- | ---------------- | ---------------- | ---------------- | ---------------- | ---------------- | ---------------- | ---------------- | ---------------- | ---------------- | ---------------- | ---------------- | ---------------- |
| Джерело:                                      |                  |                  |                  |                  |                  |                  |                  |                  |                  |                  |                  |                  |                  |